# Надо было
«Надо было» — концертный альбом группы «Калинов Мост», записанный на рок-фестивале в Новосибирске 12 апреля 1987 года и изданный только в 1996 и 1997 годах лейблами D.L.Lota и Moroz Records (в составе серии «Быль») соответственно.

## Дополнительные факты
Екатерина Борисова, редактор журнала Fuzz указывает на замедленную скорость в издании концерта. Другой редактор журнала, М. М. Нокс также подмечает крайнюю медлительность мероприятия, правда обвиняя в этом самих музыкантов.

## Переиздания
В юбилейное переиздание к 20-летию группы от Real Records 2006 года включён дополнительный диск под названием «Надо было 10 лет спустя». Диск содержит запись концерта 6 июня 1997 года в Новосибирске.

## Список композиций
Все песни написаны Дмитрием Ревякиным (кроме отмеченных).
| №                   | Название                                             | Длительность |
| ------------------- | ---------------------------------------------------- | ------------ |
| 1.                  | «Сладко петь»                                        | 3:55         |
| 2.                  | «Отец работал»                                       | 4:14         |
| 3.                  | «Моя песня» (музыка - Андрей Щенников)               | 3:20         |
| 4.                  | «Пойдем со мной»                                     | 7:22         |
| 5.                  | «Надо было» (слова - Дмитрий Ревякин, Янка Дягилева) | 2:53         |
| 6.                  | «С боевыми глазами»                                  | 4:39         |
| 7.                  | «Сансара»                                            | 5:23         |
| 8.                  | «Ранним утром»                                       | 6:50         |
| 9.                  | «Солнцевая» (музыка – А. Торопицын)                  | 2:28         |
| 10.                 | «Сибирский марш»                                     | 5:25         |
| 11.                 | «Расскажи мне» (автор - Виктор Чаплыгин)             | 2:44         |
| 12.                 | «Дудки»                                              | 4:29         |
| 13.                 | «Колыбельная»                                        | 3:37         |
| 14.                 | «Девка красная»                                      | 3:09         |
| 15.                 | «Кроха»                                              | 2:28         |
| 16.                 | «Ты думаешь, мама»                                   | 4:31         |
| Общая длительность: | Общая длительность:                                  | 1:07:27      |

| №                   | Название                                             | Длительность |
| ------------------- | ---------------------------------------------------- | ------------ |
| 1.                  | «Сладко петь»                                        | 5:01         |
| 2.                  | «Надо было»                                          | 2:47         |
| 3.                  | «Моя песня» (музыка - Андрей Щенников)               | 3:55         |
| 4.                  | «Ранним утром»                                       | 6:04         |
| 5.                  | «Дудки»                                              | 3:21         |
| 6.                  | «Вот тебе моя рука»                                  | 4:31         |
| 7.                  | «Пойдём со мной»                                     | 6:18         |
| 8.                  | «С боевыми глазами / Сибирский марш / Честное слово» | 18:29        |
| 9.                  | «Солнцевая» (музыка – А. Торопицын)                  | 3:42         |
| 10.                 | «Полоняне»                                           | 4:27         |
| 11.                 | «Уходили из дома»                                    | 3:59         |
| 12.                 | «Не скучай»                                          | 3:12         |
| 13.                 | «Сансара»                                            | 7:18         |
| Общая длительность: | Общая длительность:                                  | 1:13:04      |

## Участники записи
- Дмитрий Ревякин — акустическая гитара, вокал
- Андрей Щенников — бас-гитара, бэк-вокал
- Виктор Чаплыгин — барабаны, бэк-вокал
- Василий Смоленцев — гитара, бэк-вокал